# Jonathan Maidana
Jonathan Maidana, né le 29 juillet 1985 à Adrogué, est un footballeur argentin. Il évoluait au poste de défenseur.

## Carrière
Jonathan Maidana joue successivement dans les équipes suivantes : Club Atlético Los Andes, Boca Juniors, Metalist Kharkiv en Ukraine, CA Banfield, et CA River Plate à partir de 2010.
Il joue 34 matchs en première division ukrainienne, et plus de 200 matchs dans les championnats professionnels argentins.
Il remporte deux Copa Libertadores, la première avec Boca Juniors et la seconde avec River Plate. Cela lui permet de participer à la Coupe du monde des clubs en 2007 puis en 2015. Il dispute un total de quatre matchs en Coupe du monde des clubs.
Il est appelé en équipe d'Argentine des moins de 20 ans en 2005, puis en équipe d'Argentine en 2011. Il participe notamment à la Copa América Centenario en 2016.

## Palmarès
Boca Juniors
- Vainqueur de la Copa Sudamericana en 2005 et 2006
- Vainqueur de la Recopa Sudamericana en 2006
- Champion d'Argentine en 2006 (clôture) et 2008 (ouverture)

River Plate
- Champion d'Argentine de Primera B en 2012
- Champion d'Argentine en 2014
- Vainqueur de la Copa Campeonato en 2014
- Vainqueur de la Copa Sudamericana en 2014
- Vainqueur de la Recopa Sudamericana en 2015
- Vainqueur de la Copa Libertadores en 2015
- Vainqueur de la Copa Libertadores en 2018
- Vainqueur du Suruga Bank Championship en 2015
- Vainqueur de la Coupe d'Argentine en 2016 et 2017